# Zhou Chengzhou
Zhou Chengzhou (født 28. december 1982) er en kinesisk filminstruktør og fotograf.  
Han har længe været optaget af spørgsmål relateret til individers psykologiske og mentale sundhed og har fokuseret sin forskning og professionelle aktiviteter på disse udfordringer. Zhou Chengzhous kunstteorier beskæftiger sig også med begreber som industri, urbanisering og marginalisering. Som kunstner, filminstruktør og forfatter skildrer Zhou Chengzhous arbejde følelsen af fremmedgørelse mellem mennesker, mellem mennesker og steder og mellem "bredere homogeniserede kulturer".  

## Tidligt liv
Zhou Chengzhou blev født i december 1982 i Changde i Hunan-provinsen.
Da Zhou var syv år gammel, lærte hans far ham at bruge et filmkamera til at tage klare billeder, og det vækkede hans passion for fotografering. På det tidspunkt gjorde han det for sjov og havde ingen intentioner om at forfølge en karriere inden for fotografi.
Efter at have fået sin kandidatgrad i kinesisk sprog og litteratur fra Peking University i 2005, brugte han flere år på at fremkalde sko. Det var dog i denne periode, at hans interesse for fotografering blev vakt igen, da han tog mere end 200.000 billeder af skoene for at promovere dem online. Det var med til at styrke hans fotografiske færdigheder.
I 2015 vendte han mere af sin opmærksomhed mod fotografering og forbedrede sine færdigheder gennem en række oplevelser, herunder at arbejde på settet til et tv-program og under Paris Fashion Week i 2016. Derefter blev han officielt anerkendt som fotograf og begyndte sin fotokarriere med at bruge droner til at fotografere megaprojekter og infrastruktur til højhastighedstog. Efterhånden som hans erfaring voksede, forsøgte han at bryde med traditionelle fotografiske koncepter og udvikle sin egen stil. 

## Biografi
Han fokuserer primært på at skabe og forske i værker relateret til spirituel bevidsthed. Hans arbejde fremhæver kløften mellem menneskeheden og den bredere universelle kultur, men omfatter også temaer som industrialisering, urbanisering og marginalisering. 

## Priser og hædersbevisninger
- LensCulture Summer open Awards 2022, vinder [7] [8]
- Silvana S. Foundation Commission Award 2022, Shortlist
- 1x fotopriserne 2017/18, vinder [9]
- Aesthetica Art Prize 2019 og 2023, finalist [10]
- Fotofest med National Geographic -prisen 2019, vinder
- Lensculture Art photography Award 2018, finalist [11]
- 5. FAPA-pris, finalist [12]

## Filmskabende karriere
Hans første film, Subconscious, udkom i 2020 og vandt Audience Choice Award for bedste spillefilm på en filmfestival i Rom.  og vandt juryprisen på LA Underground Film Forum.  Den blev nomineret af Adirondack Film Festival,  og Jelly Film Festival.
Han færdiggjorde sin anden film, Unreflex Land, i 2021.
Han færdiggjorde sin første spillefilm, Time provider, i 2022.

## Filmografi
| År   | Titel                 | Direktør | Forfatter |
| ---- | --------------------- | -------- | --------- |
| 2020 | Under-underbevidsthed | Ja       | Ja        |
| 2021 | Unreflex Land         | Ja       | Ja        |
| 2022 | Tidsudbyder           | Ja       | Ja        |
| 2022 | Tidernes paradis      | Ja       | Ja        |
| 2022 | Murstenstransport     | Ja       | Ja        |
| 2023 | Iris blomstrer        | Ja       | Ja        |
| 2023 | Panser hængt          | Ja       | Ja        |

## Udstillinger
The Brink - Udstilling på Ugly Duck, 2023 
LensCulture-udstillingen - udstillet på Somerset House, Foto London 2023  
Tider i Paradis - Udstillingen Aesthetica Art Prize 2023 i York Art Gallery, 2023  
Tider i Paradis – 798 Art Zone, IDEAL GAS, 2023  
Hvor blev affaldet af? – Udstilling påI dag Kunst Museum, 2020 
Ud over Grænserne– LensCulture-udstilling på Aperture Gallery 2019  
Under Bevidstheden - Aesthetica Kunstpris 2019-udstilling på York Art Gallery, 2019 
En Planet i Balance– Fotofest med National Geographic sponsoreret galleri 2019  
Multidimensionel natur – Pingyao International Photography Festival, 2017

## eksterne links
Zhou Chengzhou på Internet Movie Database (engelsk)
Officiel hjemmeside
|  | Infoboks uden skabelon Denne artikel har en infoboks dannet af en tabel eller tilsvarende. |